# Craig Moses
Pour les articles homonymes, voir Moses.
Craig Moses (né le 12 avril 1988 à Brecon) est un footballeur gallois. Il a remporté la Coupe du pays de Galles en 2011.

## Palmarès
Llanelli AFC
- Coupe du pays de Galles
  - Vainqueur : 2011